# 砂山のパラドックス
| 砂山から砂粒を取り去っても依然として砂山のままだが、それから何度も取り続けて最終的に一粒だけが残った時に、その一粒だけを指して「これは砂山である」と言えるのか。 |

砂山のパラドックス（すなやまのパラドックス、英: paradox of the heap）は、述語の曖昧性から生じるパラドックスである。古典ギリシア語で"heap"を意味する「ソリテス」（σωρίτης、sōritēs）にちなんで、ソリテス・パラドックス、ソライティーズ・パラドックス（英: sorites paradox）とも呼ばれる。
定義や境界値が明確でなく曖昧な概念をどう扱うかという問題であり、主に論理学の哲学・言語哲学において問題になる。というのも、論理学や数学などの科学においては、全ての概念が明確でなければならず、通常の方法では曖昧な概念を扱えないからである。

## 歴史とバリエーション
このパラドックスの起源は、古代ギリシャの哲学者エウブリデスに帰せられるハゲ頭のパラドックス (paradox of the bald man) に遡る。

### ハゲ頭のパラドックス
「髪の毛が一本もない人はハゲである」（前提1）
「ハゲの人に髪の毛を一本足してもハゲである」（前提2）
ここで前提1に前提2を繰り返し適用していく（つまりツルッパゲの人に髪の毛を一本ずつ足していく）。そして次の結論を得る。
「よって全ての人はハゲである」（結論）

### 砂山のパラドックス

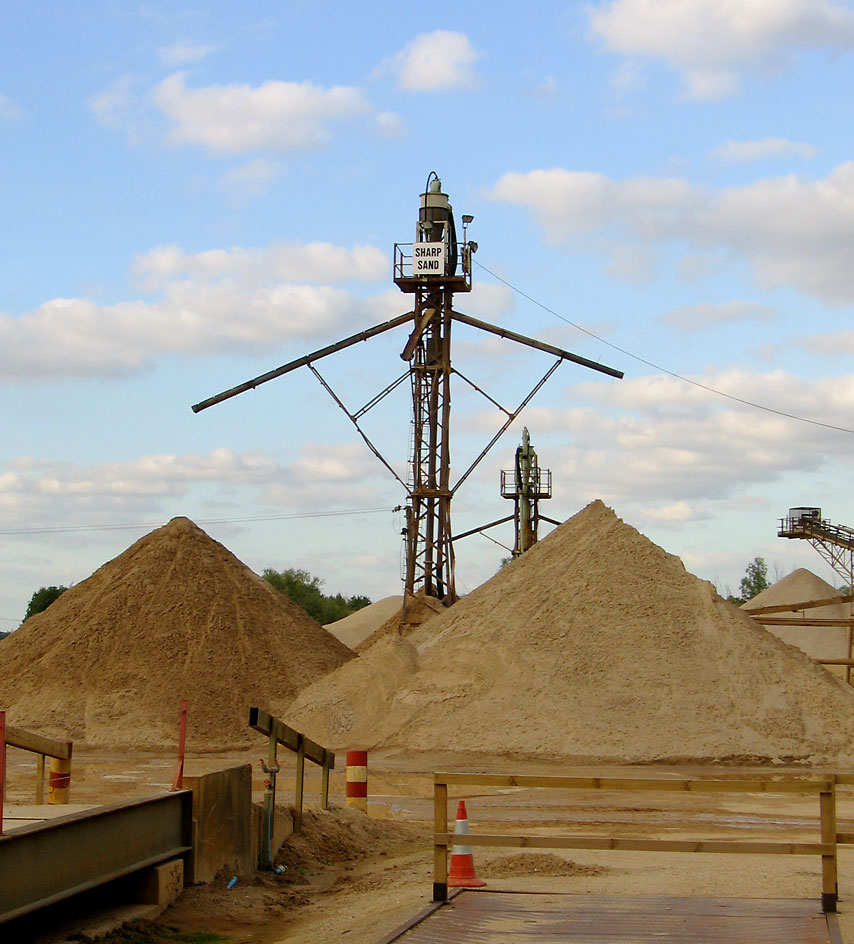
どう見ても砂山だ。

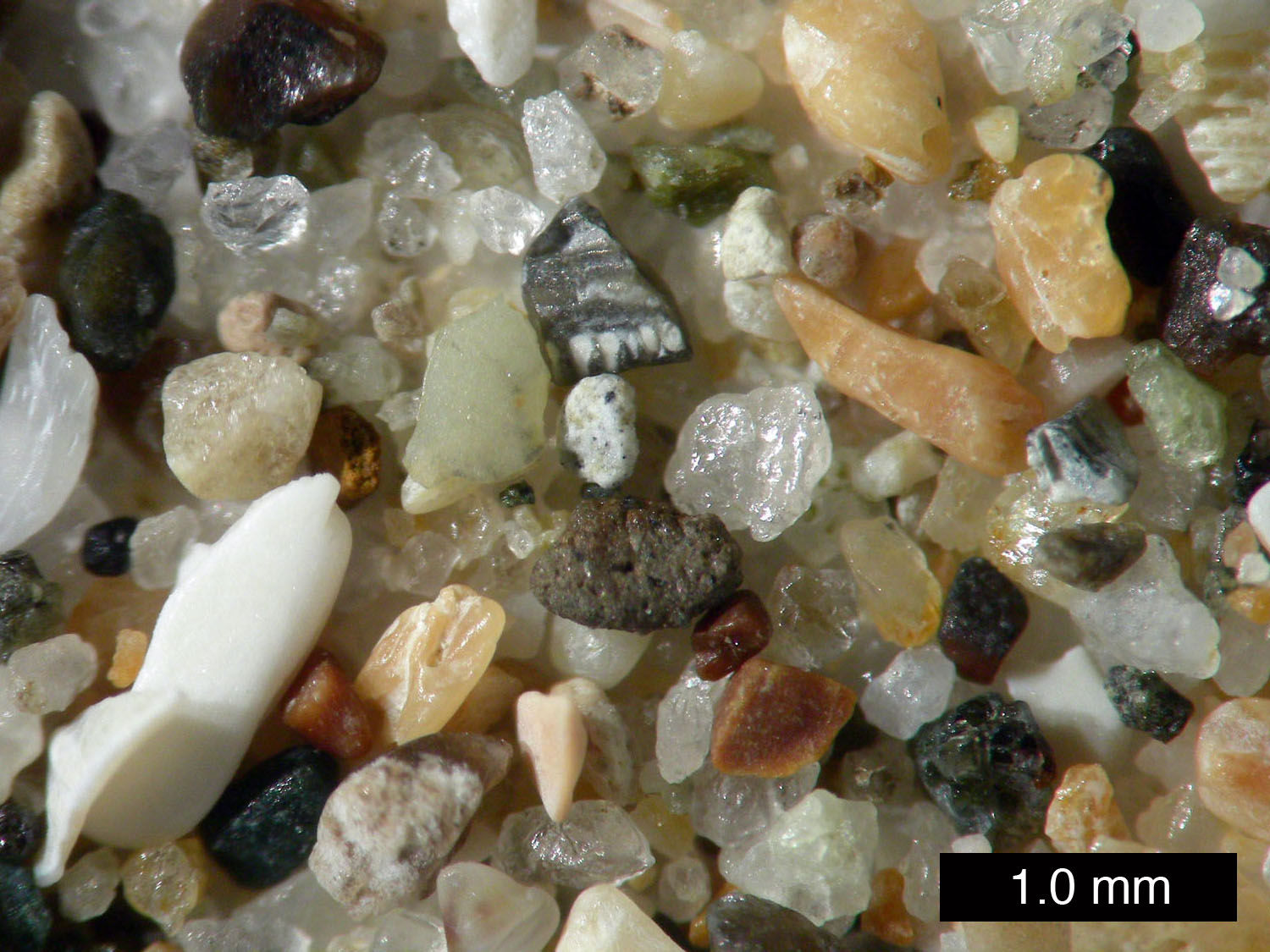
これは砂山なのか⁉︎

砂山から砂粒を個々に除去していくことを想定する。ここで、次のような前提から論証を構築する。
「砂山は膨大な数の砂粒からできている」（前提1）
「砂山から一粒の砂を取り除いても、それは依然として砂山のままである」（前提2）
前提2を繰り返し適用したとき（つまり、毎回砂山の砂粒数は徐々に減っていく）、最終的に砂山の砂粒が一粒だけになる。前提2 が真であるなら、この状態も「砂山」だが、前提1 が真だとすれば、このような状態は「砂山」ではない。これが矛盾である。
このとき、このような結論を防ぐ方法がいくつか存在する。ある者は、砂粒の集積が砂山となること（あるいは、それを砂山と呼ぶこと）を否定することで第一の前提に反対する。またある者は、砂山から砂粒を1つ取り除いたとき、必ずしも砂山のままではないと主張することで第二の前提に反対する。さらに別の者は、一粒の砂であっても砂山と呼べると主張することで結果を肯定する。

### ろばのパラドックス
ろばの背に荷物として藁を積み上げていることを想定する。このとき、
「藁を追加しなければ、ろばの背骨が折れることはない」（前提1）
「藁を1本追加するだけなら、ろばの背骨が折れることはない」（前提2）
「藁を1本追加することを繰り返すことで、ろばの背にはいくらでも藁を積むことができる」（結論）
このパラドックスは、自明に見える2つの前提と結論のうち、どれか1つを選んで間違っていることを説明しなければならない。そういった意味で、巧妙である。

## 解決策

### 自明な解決策
自明な解決策は、砂粒が何粒集まっても「砂山」にはならないとすることである。言い換えれば、「砂山」という言葉は検証可能な明確な条件を備えていないから無意味だとするのである。この考え方をつきつめれば、メレオロジー的虚無主義に到達する。
バートランド・ラッセルなどの哲学者は単に、あいまいな概念には論理を適用できないとする。

### 固定の境界値の設定
このパラドックスを聞いた大抵の人が最初に考えることは、「砂山」と呼べる砂粒の数の下限を設定することである。例えば、ある人が1万粒を下限とした場合、砂山から砂粒を取り除いていって1万粒未満になった時点で、「砂山」ではないとする。
しかし、この解決策は哲学において公認されるようなものではない。なぜなら、9,999粒と10,000粒の差異はほとんどないからである。つまり、10,000粒なら砂山で9,999粒なら砂山でないという定義は、0粒なら無で1粒でもあれば砂山だとする解釈の境界値を意図的に変えたに過ぎない。それにも関わらず、このような明確な線引きが実社会ではよく見受けられる。例えば、学力検査では一般にある点数以上の成績を上げないと合格とされない。他にも"
That's the straw that broke the camel's back." (Straw that broke the camel's back) （ラクダの背骨を折るのは最後のワラ一本）ということわざのように明確な境界値があるように見えるものもあるが、実際にはラクダの個体の選択などいくつかの点で任意の選択がなされている。

### 多値論理
もう1つの手法として、多値論理を使う方法がある。「砂山」か「砂山でない」かという2つの論理状態の代わりに、例えば「砂山である」/「不確実」/「砂山でない」という3値の体系を用いる。しかし、3値体系はこのパラドックスの真の解決策ではない。なぜなら、「砂山である」と「不確実」の境界、「不確実」と「砂山でない」の境界という問題が依然として残っているからである。
ファジィ論理であれば、論理状態の連続的な変化を扱える。例えば、「砂山である」/「ほぼ砂山である」/「一部砂山である」/「少し砂山である」/「砂山でない」といった状態にさらに中間の無数の状態があると、ファジィ集合では考えることができる。従って、ファジィ理論を使えば、砂山のパラドックスは単に「砂山である」から「砂山でない」へと連続的に状態が変化しているものとして表される。

### 履歴現象

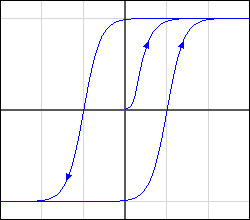
この関数は、どのようにして現在の状態になったかに依存する多値関数である

もう1つの手法として履歴現象、すなわち砂の集合体がどういう形で始まったかという知識を使う手法がある。ある量の砂が最初からあれば、それは砂山と呼ばれる（それ以前の状態は問わない）。大きな砂山（明らかに砂山と呼べる量）が少しずつ削られていったとして、数粒の砂にまで減ったとしても「砂山状態」という属性は保持される。
一方、砂粒を少しずつ集めて同じ量になったとする。この場合は出発地点が異なるため、砂山とは見なされない。
この手法が暗示しているのは、「砂山」という言葉の意味は系の状態量ではないということである。砂の集まりが「砂山」か否かには、その履歴が関与する。

### 集団的合意
集団の合意によって「砂山」という言葉の意味を決めることもできる。この手法は、砂粒の集まりがどれだけの量になれば「砂山」と呼べるか、集団の各人の大半が納得する定義を決定することである。言い換えれば、集団の各人の考え方の分布の期待値で「砂山」の意味を確率的に決めるといえる。
例えば、ある集団では次のように決めるかもしれない。
- 一粒の砂は砂山ではない。
- 大量の砂粒は砂山である。

この2つの極値の間で、その集団の各人は必ずしも個々の量の砂を砂山と呼ぶか否かについて合意できているとは限らない。各人の意見を集約すれば、明確に「砂山」か否かが決定されるのではなく、ある量の砂についてそれを「砂山」と呼ぶ確率が0と1の間の何らかの値に定まるだけである。
この手法は用語の意味をしっかり定義するという点で便利である。
明確な言葉は、その言葉の使用が妥当かどうかを他人が納得できる機構を持っている。曖昧な言葉はそのような機構を持たない。ある人が身長2メートルの男の背が低いと言った場合、その人はプロのバスケットボール選手を基準としているのかもしれない。曖昧な言葉は合意が形成されている場合には便利だが、その範囲外の使い方をすると混乱を生じさせる。
砂山のパラドックスは単に、人が曖昧な言語をどのように使うのかについての論理的分析を示したものである。それは、曖昧な言葉の定義に万人が合意すると仮定することが誤謬であることを示している。ある人々はその使い方を正しいと判断したとしても、万人がそれに合意するわけではない。合意形成の手法は、「砂山」の定義を主観的な定義から客観的な定義に変えるものである。